# Centro Universitario Cesine
El Centro Universitario Cesine es un Centro Universitario español ubicado en Santander, Cantabria. Pertenece al Grupo EDH (Écoles Denis-Huisman).
Imparte de manera oficial grados y posgrados en dos escuelas:
- Escuela de Negocios y Comunicación. Centro adscrito a la Universidad Metropolitana de Londres para obtener titulaciones en tres carreras de grado: Administración y Dirección de Empresas; Periodismo y Redes Sociales; Publicidad, Relaciones Públicas y Marketing, a la Universidad Isabel I para obtener el Grado Oficial en Administración y Dirección de Empresas, y a la Universidad a Distancia de Madrid para el Grado Oficial en Publicidad y Relaciones Públicas.

- Cesine Design & Business School, centro privado superior de diseño autorizado mediante Resolución del 21 de enero de 2014 de la Consejería de Educación, Cultura y Deporte del Gobierno de Cantabria.[2] Imparte Titulaciones Superiores Oficiales de Diseño, en las especialidades de Diseño Gráfico, Diseño de Moda y Diseño de Interiores, equivalentes a los Grados Universitarios a todos los niveles, cuyas enseñanzas conllevan 240 créditos ECTS y 4 años de duración. Dichos Grados permiten el acceso a las Enseñanzas Oficiales de Máster y Doctorado según lo establecido en el Real decreto 1614/2009, de 26 de octubre.

## Historia

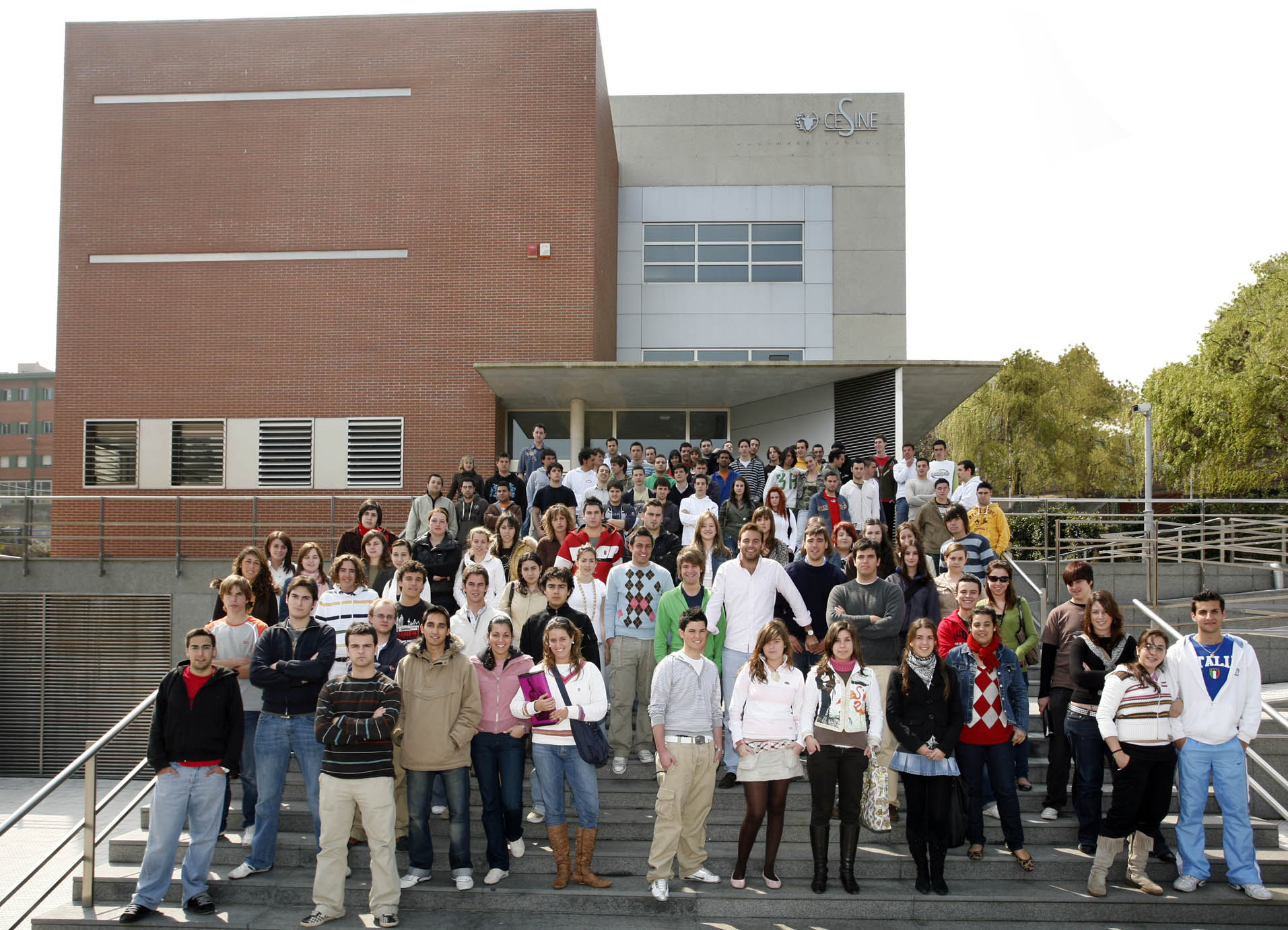
Campus del Centro Universitario Cesine.

Cesine se funda por D. Fermín Gutiérrez Cruz como Escuela de Negocios privada en 1993 bajo la denominación de Escuela Superior de Informática y Negocios. En 2002 se pone en marcha el área de posgrado, ofertando programas máster. En 2012 recibe la Acreditación Internacional QS Stars de Quacquarelli Symonds. 
En 2013 es clasificada en el tercer puesto de la clasificación de universidades i2n elaborado por PriceWaterhouse Coopers y Education First, entre cuarenta universidades Españolas, situándose detrás de la Universidad de Navarra y la Universidad San Pablo CEU.
Está en el Top 16 del Ranking EduUniversal, que sitúa a CESINE entre las mejores escuelas de negocios de España y Doble Palma de Excelencia 2021 en esta prestigiosa clasificación internacional. Cesine es miembro de EFMD, la organización internacional de escuelas de negocios más reconocidas del mundo que acredita la calidad en la educación superior y el impacto en la gestión.
En el año 2019, Cesine se integra en el grupo francés de universidades EDH, con más de 60 años de experiencia, que cuenta con cuatro escuelas y varios campus en Francia, concretamente en París, Burdeos, Lille, Lyon, Toulouse, Nantes y Grenoble, y que está también presente en ciudades como Nueva York y Shanghái, entre otras.

## Campus
Dispone de un campus de 6500 metros cuadrados en la zona residencial de El Sardinero, a cinco minutos de las playas y del centro de la ciudad de Santander, dotado de un innovador equipamiento tecnológico, plató de televisión y estudio de radio, talleres de moda, interiores, comunicación y vídeo y los servicios más completos para la realización de prácticas y actividades. Cuenta asimismo con zonas sociales y cafetería.